# Tezcatlipoca (DC Comics)
Tezcatlipoca es el nombre utilizado por dos personajes de ficción que aparecieron en la DC Comics. Una de ellas es la deidad de la mitología azteca, y apareció en la Mujer Maravilla. El otro es un personaje que apareció en Green Arrow y es un híbrido, mitad humano mitad jaguar.

## Biografía del personaje ficticio

### La deidad Azteca
El Dios azteca Tezcatlipoca fue capaz de volver a entrar al mundo de los humanos cuando encontró a un huésped humano. Se convirtió en consorte de Circe, la complicidad y en última instancia, su traición como ella luchó contra la Mujer Maravilla pre-crisis.
Tezcatlipoca, el dios embustero, fue la manipulación del gobierno de los EE. UU. y su intervención en los asuntos de la ficción de América Central del condado Tropidor. El teniente Keith Griggs de la Fuerza Aérea de inteligencia fue enviado a investigar las posibles ventas ilegales de armas de los oficiales de inteligencia de Estados Unidos a los militantes Tropidor cuando se estrelló en la guarida de la selva oculta de Circe. Alter ego de la Mujer Maravilla, la teniente Diana Prince, fue enviada a investigar, y libró una batalla con Circe, para liberar a Griggs y los otros hombres esclavizados en forma de animal.
Cuando Circe llamó a su amante invisible de ayuda, un poderoso relámpago cayó del cielo. La Mujer Maravilla utiliza sus dos brazaletes para desviar el rayo, pero se fusionan. Como acababa de tener sus pulseras unidas por un hombre, que estaba a la impotencia, hasta que convenció a Griggs, atrapado en forma de un híbrido ram / hombre, a su cargo y usar la fuerza de su choque para romper los brazaletes de distancia. La mujer Maravilla desvía más rayos, sin saberlo, el envío de los pernos de fuego para quemar el parche de Circe de la concesión de la inmortalidad, las hierbas. Tezcatlipoca entonces encarceló a Circe en su espejo de obsidiana, se volvió la Mujer Maravilla en un poder del Príncipe de Diana, y se reveló.
En la aventura que siguió, la Mujer Maravilla descubrió una tribu perdida de Amazonas hasta la fecha bajo el hechizo de Tezcatlipoca y los liberaron por la liberación de un águila, símbolo de la fuerza del Amazonas, a partir de una jaula mística. Insultado por el dios embustero en un salón de los espejos con diferentes versiones de sí misma, la Mujer Maravilla recuperado su confianza, rompió el espejo, y volvió a surgir con sus poderes recuperados. Ella envió a Tezcatlipoca lejos por la rotura de una estatuilla del dios fusionado con un hombre, liberando así a su huésped humano y desterrarlo a su reino divino, aunque no antes de que él le recordó que él había sembrado ya la semilla de la locura en Tropidor.
Cuando el teniente Griggs y su compañero el teniente Lauren Haley fueron enviados de nuevo a Tropidor un año más tarde, la Mujer Maravilla los siguió y los rescató de las garras de Tezcatlipoca, después de la triunfo se rompió una cinturón temporal en el que el dios loco en repetidas ocasiones mató a Griggs. La escena del templo azteca, que se disolvieron en revelar un mundo atrapado en la Crisis en Tierras Infinitas.
Aunque Tezcatlipoca no se ha visto después de la crisis, su nombre fue invocado en la serie Aztek como la fuerza malévola que la Sociedad de la Q se prepara para. La historia de Aztec terminó cuando Tezcatlipoca fue revelado al parecer para ser el destructor de Mageddon.

### Chama Sierra
Chama Sierra hizo un trato con el demonio, Nerón (durante la historia de Underworld Unleashed), por el poder a cambio de su alma. Nerón dio Chama los poderes y la forma de un jaguar, y Chama se cree que es el dios azteca jaguar Tezcatlipoca. Él trató de utilizar sus poderes para el mal, pero fue detenido por Connor Hawke, el segundo Green Arrow. Sin embargo, se las arregló para escapar de la joven héroe.
Más tarde, se reunió con el panará villana y encontró un alma gemela en la mujer leopardo. Los dos se enamoraron y se convirtieron en un par de penales, hasta que Tezcatlipoca fue expuesto a Joker "gas hilarante", lo que lo convirtió en una locura, y él y panará se fueron en una juerga de la matanza, hasta que fueron detenidos por Robin y Blue Beetle y enviados a prisión . El paradero actual de Tezcatlipoca se desconoce.

## Poderes y habilidades
Tezcatlipoca ejerció una gran variedad de poderes divinos a la urdimbre de tiempo y la realidad a sus caprichos.
Tezcatlipoca II tiene todas las habilidades naturales de un jaguar. Su fuerza, velocidad, agilidad y se han mejorado místicamente más allá de los niveles humanos. También tiene garras retráctiles y visión nocturna. Es propenso a ataques de furia bestial, y se sabe que atacan y comen a otros seres humanos.